# Hvicsa Kvarachelia
Hvicsa Kvarachelia (grúzul: ხვიჩა კვარაცხელია, nemzetközi átírással: Khvicha Kvaratskhelia; Tbiliszi, 2001. február 12. –) grúz válogatott labdarúgó, a francia Paris Saint-Germain játékosa.
2024. május 22-én Willy Sagnol szövetségi kapitány kihirdette a 26 fős Európa-bajnoki keretét, amelyben ő is szerepelt.
2025. január 17-én a francia Paris Saint-Germain bejelentette, hogy 2029. június 30-ig szóló szerződést kötött vele. Ő lett a klub első grúz labdarúgója.

## Statisztika

### Klubcsapatokban
2023. február 5-i állapot szerint.
| Csapat                          | Szezon           | Bajnokság        | Bajnokság | Bajnokság | Kupa | Kupa  | Nemzetközi | Nemzetközi | Egyéb | Egyéb | Összesen | Összesen |
| Csapat                          | Szezon           | Liga             | P.        | Gólok     | P.   | Gólok | P.         | Gólok      | P.    | Gólok | P.       | Gólok    |
| ------------------------------- | ---------------- | ---------------- | --------- | --------- | ---- | ----- | ---------- | ---------- | ----- | ----- | -------- | -------- |
| Dinamo Tbiliszi                 | 2017             | Erovnuli Liga    | 4         | 1         | 1    | 0     | —          | —          | —     | —     | 5        | 1        |
| Rusztavi                        | 2018             | Erovnuli Liga    | 18        | 3         | 0    | 0     | —          | —          | —     | —     | 18       | 3        |
| Lokomotyiv Moszkva (kölcsönben) | 2018–2019        | Premjer-Liga     | 7         | 1         | 3    | 0     | —          | —          | —     | —     | 10       | 1        |
| Rubin Kazany                    | 2019–2020        | Premjer-Liga     | 27        | 3         | 1    | 0     | —          | —          | —     | —     | 28       | 3        |
| Rubin Kazany                    | 2020–2021        | Premjer-Liga     | 23        | 4         | 0    | 0     | —          | —          | —     | —     | 23       | 4        |
| Rubin Kazany                    | 2021–2022        | Premjer-Liga     | 19        | 2         | 1    | 0     | 2          | 0          | —     | —     | 22       | 2        |
| Rubin Kazany                    | Összesen         | Összesen         | 69        | 9         | 2    | 0     | 2          | 0          | 0     | 0     | 73       | 9        |
| Dinamo Batumi                   | 2022             | Erovnuli Liga    | 11        | 8         | —    | —     | —          | —          | —     | —     | 11       | 8        |
| Napoli                          | 2022–2023        | Serie A          | 17        | 8         | 0    | 0     | 5          | 2          | —     | —     | 22       | 10       |
| Karrier összesen                | Karrier összesen | Karrier összesen | 126       | 30        | 6    | 0     | 7          | 2          | 0     | 0     | 139      | 32       |

1. ↑  Pályára lépések az UEFA Európa Konferencia Ligában
2. ↑  Pályára lépések az UEFA-bajnokok ligájában

### A válogatottban
2024. június 26-i állapot szerint.
| Válogatott | Év       | Pályára lépések | Gólok |
| ---------- | -------- | --------------- | ----- |
| Grúzia     | 2019     | 1               | 0     |
| Grúzia     | 2020     | 4               | 1     |
| Grúzia     | 2021     | 7               | 4     |
| Grúzia     | 2022     | 7               | 5     |
| Grúzia     | 2023     | 9               | 5     |
| Grúzia     | 2024     | 6               | 1     |
| Összesen   | Összesen | 34              | 16    |

#### Gólok
| #  | Dátum                | Helyszín                                       | Ellenfél        | Eredmény | Végeredmény | Kiírás                              |
| -- | -------------------- | ---------------------------------------------- | --------------- | -------- | ----------- | ----------------------------------- |
| 1  | 2020. október 14.    | Toše Proeski Aréna, Szkopje, Észak-Macedónia   | Észak-Macedónia | 1–0      | 1–1         | 2020–2021-es UEFA Nemzetek Ligája C |
| 2  | 2021. március 28.    | Borisz Paicadze Dinamo Aréna, Tbiliszi, Grúzia | Spanyolország   | 1–0      | 1–2         | 2022-es világbajnoki selejtező      |
| 3  | 2021. március 31.    | Toumba Stadion, Szaloniki, Görögország         | Görögország     | 1–1      | 1–1         | 2022-es világbajnoki selejtező      |
| 4  | 2021. november 11.   | Batumi Stadion, Batumi, Grúzia                 | Svédország      | 1–0      | 2–0         | 2022-es világbajnoki selejtező      |
| 5  | 2021. november 11.   | Batumi Stadion, Batumi, Grúzia                 | Svédország      | 2–0      | 2–0         | 2022-es világbajnoki selejtező      |
| 6  | 2022. június 2.      | Borisz Paicadze Dinamo Aréna, Tbiliszi, Grúzia | Gibraltár       | 1–0      | 4–0         | 2022–2023-as UEFA Nemzetek Ligája C |
| 7  | 2022. június 5.      | Huvepharma Aréna, Razgrad, Bulgária            | Bulgária        | 4–1      | 5–2         | 2022–2023-as UEFA Nemzetek Ligája C |
| 8  | 2022. június 9.      | Toše Proeski Aréna, Szkopje, Észak-Macedónia   | Észak-Macedónia | 2–0      | 3–0         | 2022–2023-as UEFA Nemzetek Ligája C |
| 9  | 2022. szeptember 23. | Borisz Paicadze Dinamo Aréna, Tbiliszi, Grúzia | Észak-Macedónia | 2–0      | 2–0         | 2022–2023-as UEFA Nemzetek Ligája C |
| 10 | 2022. szeptember 26. | Victoria Stadion, Gibraltár                    | Gibraltár       | 1–0      | 2–1         | 2022–2023-as UEFA Nemzetek Ligája C |

## Sikerei és díjai
Lokomotyiv Moszkva
- Orosz kupa-győztes: 2018–2019[8]

Egyéni
- Orosz Premjer-Liga – Legjobb fiatal játékos: 2019–2020, 2020–2021[9]
- Orosz Premjer-Liga – Legjobb balszélső: 2020–2021[10]
- Az év grúz labdarúgója: 2020, 2021, 2022
- Serie A – A hónap játékosa: 2022. augusztus[11]